# Louis Le Pensec
Cet article possède un paronyme, voir Louis Le Hunsec.
Pour les articles homonymes, voir Pensec.
Louis Le Pensec, né le 8 janvier 1937 à Mellac (Finistère) et mort le 10 janvier 2024 à Quimperlé (Finistère), est un homme politique français.
Il est député (de 1973 à 1997) puis sénateur socialiste du Finistère (1998 à 2008) et membre de différents gouvernements socialistes comme ministre de la Mer (1981 à 1983), ministre des Départements et territoires d'outre-mer (1988 à 1993) et ministre de l'Agriculture et de la pêche (1997 à 1998).

## Biographie

### Situation personnelle
Louis Le Pensec naît le 8 janvier 1937 à Mellac. Fils d'un ouvrier aux papeteries de Mauduit (Quimperlé), il est licencié en droit et diplômé en gestion de l'IGR-IAE de l'université Rennes 1. Il devient attaché de direction à la SNECMA (devenue Safran Aircraft Engines), puis chef de personnel de la SAVIEM en 1967.

### Parcours politique

#### Implantation politique dans le Finistère
Louis Le Pensec est élu maire de Mellac en 1971, puis député du Finistère en 1973. En 1976, il est élu conseiller général du Finistère. En parallèle, le jeune député finistérien intègre l'appareil national du Parti socialiste. Il devient délégué national aux régions, puis délégué auprès du premier secrétaire du PS, François Mitterrand, en 1976.

#### Plusieurs maroquins ministériels sous la présidence deFrançois Mitterrand(1981-1995)
En 1981, avec l'arrivée de la gauche au pouvoir, Louis Le Pensec devient le premier ministre de la Mer de plein exercice dans le gouvernement de Pierre Mauroy. Il est désigné à cette occasion « Breton de l'année » par Armor Magazine en 1982. Il quitte le gouvernement en 1983, alors que le Premier ministre, Pierre Mauroy, ne lui propose qu'un poste de secrétaire d'État dans le nouveau gouvernement. Il devient alors secrétaire national du Parti socialiste aux relations internationales.
Avec le Finistérien Bernard Poignant, il est un proche de Michel Rocard. En 1988, il est nommé ministre des départements et territoires d'Outre-mer, dans le gouvernement de ce dernier. Il conduit les négociations permettant de finaliser les accords de Matignon, en 1988, qui ramènent la Nouvelle-Calédonie à la paix civile. Il occupe en parallèle le poste de porte-parole du gouvernement en 1989 de 1991.

#### Ministre de l'Agriculture deLionel Jospin
Louis Le Pensec devient ministre de l'Agriculture en 1997,. Présenté comme un « homme de dossiers » par Les Échos, il prépare la loi d'orientation agricole de 1999, qui renforce la « vocation sociale et environnementale de l'agriculture ». Il quitte néanmoins le ministère alors que se prépare la réforme de la politique agricole commune.
En mars 1998, alors que la victoire de la gauche aux élections cantonales de 1998 dans le Finistère lui ouvre la voie de la présidence du Conseil général, il choisit de rester au gouvernement, face à l'insistance du Premier ministre Lionel Jospin.
Élu sénateur du Finistère en septembre 1998, il quitte le gouvernement.

#### Une fin de carrière politique auSénat
Sénateur du Finistère élu le 27 septembre 1998, Louis Le Pensec appartient au groupe socialiste.
Il se retire de la vie politique en 2008, mais reste jusque 2014 adjoint au maire de Mellac et président de l'Association française du conseil des communes et régions d'Europe (AFCCRE). En 2005, il devient avocat spécialisé en arbitrage au sein du cabinet de Tony Dreyfus. Louis Le Pensec est fait chevalier de la Légion d'honneur par Michel Rocard le 29 mai 2009.
Il soutient Benoît Hamon pour l'élection présidentielle de 2017.

### Mort
Il meurt à l'âge de 87 ans le 10 janvier 2024 à Quimperlé (Finistère). Ses obsèques se tiennent le 15 janvier à Lorient, ville où il est incinéré, avant son inhumation au cimetière de Mellac.

## Distinctions
- Officier de la Légion d'honneur (1er janvier 2021)[11]. Chevalier du 27 mai 2009[12].
- Commandeur de l'ordre du Mérite agricole ex officio, en tant que ministre de l'Agriculture (1997)[13].
- Commandeur de l'ordre du Mérite maritime ex officio, en tant que ministre de la Mer (1981)[14],[15].
- Médaille d'honneur de l'engagement ultramarin, échelon or (2022) au titre d' « ancien ministre des départements et territoires d'outre-mer »[16].

## Détail des mandats et fonctions
- Député du Finistère de 1973 à 1997.
- Sénateur du Finistère de 1998 à 2008.
- Maire de Mellac de 1971 à 1997.
- Conseiller général du canton de Quimperlé de 1976 à 2008.
- Ministre de la Mer de 1981 à 1983.
- Ministre des Départements et territoires d'outre-mer de 1988 à 1993.
- Porte-parole du gouvernement de 1989 à 1991.
- Ministre de l'Agriculture et de la pêche de 1997 à 1998.

## Ouvrages
- Ministre à bâbord, Éditions Ouest-France, 1997 (essai).
- Vingt questions sur l'Afrique : des socialistes répondent, Éditions L'Harmattan 2000 (essai).